# 肉彈 (日本文學)
《肉彈》為原日本陸軍軍人櫻井忠温（1879-1965）於日俄戰爭後，以往昔作戰中之實際體驗所描寫的戰爭記錄文學。1906年由英文新誌社出版部出版。副題為「旅順實戰記」。
作者原為陸軍中尉參加過旅順作戰，戰爭中受到「銃創八箇所、骨折三箇所」之重大戰傷，歸國後，以左手執筆寫作。
而此語詞最早見於日俄战争時代，起於日本報紙新聞媒體，以肉彈一詞，讚譽日軍形同「肉身炮彈」抵擋俄軍鋼鐵炮彈。

## 關於肉彈字詞
就字詞而言肉彈含有「以肉體當銃彈般的飛攻進擊敵陣」之意味。以字詞起源論，作者用戰地的口頭習慣稱法，再縮為「以肉作彈」之表意。又被稱為“豬突”攻擊，意為如同野豬一般埋頭進攻。
經過十五年戰爭期間，它廣泛的用來表示為一種特殊的用語。即含蓋有精神與肉體方面的意涵，如物資的不足或技術力的低落而日本軍仍然一樣能勇敢的作戰。經由這些種種的用法，至而形成所認知的一般名詞。
如爆彈三勇士，也稱呼為肉彈三勇士。
由於第二次世界大戰中反坦克武器的不足，因此日本兵採行自殺攻擊的作戰手法。抱著炸藥與地雷飛衝進敵陣、再叩擊炸彈與砲彈的信管而行自殺炸彈的攻擊行動。如此這種作戰手法也稱之為「肉戰攻擊」，簡言之「肉彈」。在第二次世界大戰期間，被作為“大和魂”精神制勝論的依據與手段。